# William DuVall
William Bradley DuVall (* 6. září 1967, Washington, D.C., Spojené státy americké) je americký zpěvák, textař a kytarista.
V roce 2006, po smrti původního zpěváka Layne Staleyho, se stal zpěvákem skupiny Alice in Chains. Současně působí i v kapele Comes with the Fall.